# 安娜斯·巴爾莎

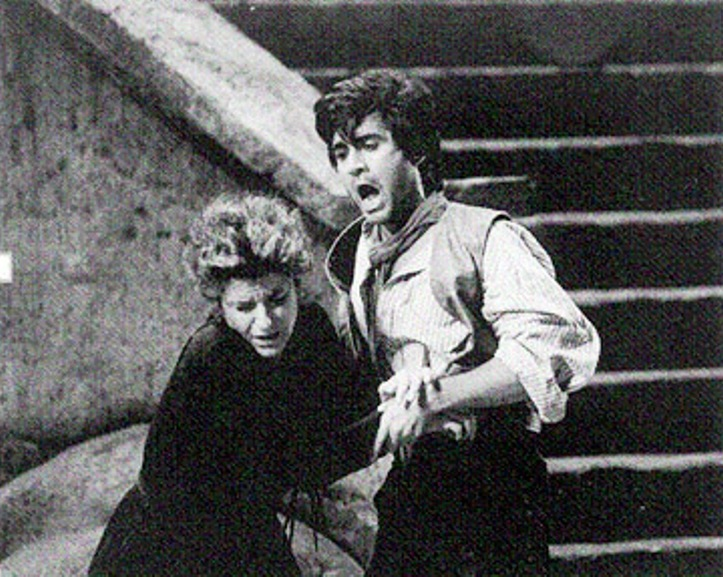
《乡村骑士》 的 Luis Lima 和安娜斯·巴爾莎

安娜斯·巴爾莎（Aγνή Mπάλτσα，1944年11月19日—），希臘著名次女高音歌劇唱家，因在1980年代多次與著名男高音歌唱家卡雷拉斯的成功合作而聞名於世。

## 生平
安娜斯·巴尔莎生于希腊一个普通家庭，她从6岁开始学习钢琴。
- 1956年毕业于希腊国家音乐学院，并且在玛丽亚·卡拉斯奖学金的支持下，前往德国巴伐利亚州的首府慕尼黑学习、研究歌唱艺术。
- 1958年之前一直在希腊雅典发展歌唱事业。
- 1968年第一次在法兰克福大剧院出演歌剧《费加罗的婚礼》，歌剧中巴尔莎饰演了Cherubino这一角色。
- 1970年的《玫瑰骑士》一剧中饰演屋大维。在赫伯特·冯·卡拉扬的指导下她很快成名，并且成为著名的“萨尔茨堡艺术节”常用演员。
- 1980年成为维也纳歌剧院正式歌剧演员。